# Racingflagga

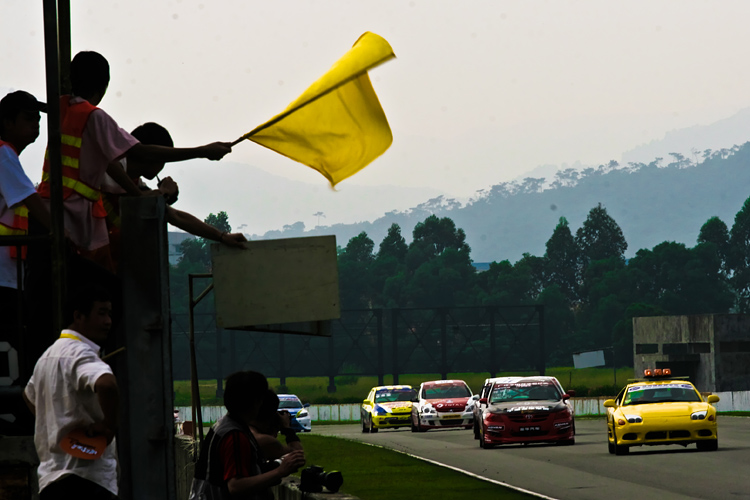
Vinkade gulflagg. Omkörning förbjuden.

En racingflagga är en signalflagga som används av banfunktionärer inom racing för att överföra ett viktigt budskap till en eller flera förare på banan.

## Flaggor
Alla flaggor ska viftas utom halk-flagg (olje-flagg) & röd vid svår olycka där förarna inte kan/får köra förbi. Röd är också stilla vid start.  

### Blå flagga (blåflagg)
- Visas när en snabbare bil närmar sig bakifrån. (kval)
- Vinkas när efterföljande bil är på väg att göra en omkörning. Föraren uppmanas att lämna fri väg omedelbart. Ignorering kan medföra en bestraffning i form av nedflyttning på startgriden. (kval)
- Visas när efterföljande bil är på väg att varva. Föraren uppmanas att lämna fri väg. Vid ignorering kan en drive-through-bestraffning utdelas. (race)
- Visas när förare är på väg att lämna depåområdet och bilar närmar sig bakifrån ute på banan. Föraren uppmanas att lämna företräde åt dessa. (race)
- Vinkas när förare omedelbart ska lämna fri väg för bakomvarande bil. Föraren riskerar bestraffning. (race)

### Grön flagga (grönflagg)
- Viftas av funktionär som springer över banan längst bak på startgriden när alla bilar står på plats, som en signal till tävlingens race director att denne kan påbörja startsekvensen.
- Visas när fara är över, omkörning tillåten.

### Gul flagga (gulflagg)
- Visas vid fara bredvid banan, exempelvis kraschat eller stillastående fordon, omkörning förbjuden.
- Vinkas vid fara på banan, exempelvis skräp, kraschat eller stillastående fordon, omkörning förbjuden.
- Vinkas dubbelt när banan eventuellt är blockerad längre fram, bromsberedskap anmodas och omkörning förbjuden.
- Vinkas tillsammans med en skylt med texten "SC" när Safety Car befinner sig på banan. Omkörning förbjuden.

### Röd flagga (rödflagg)

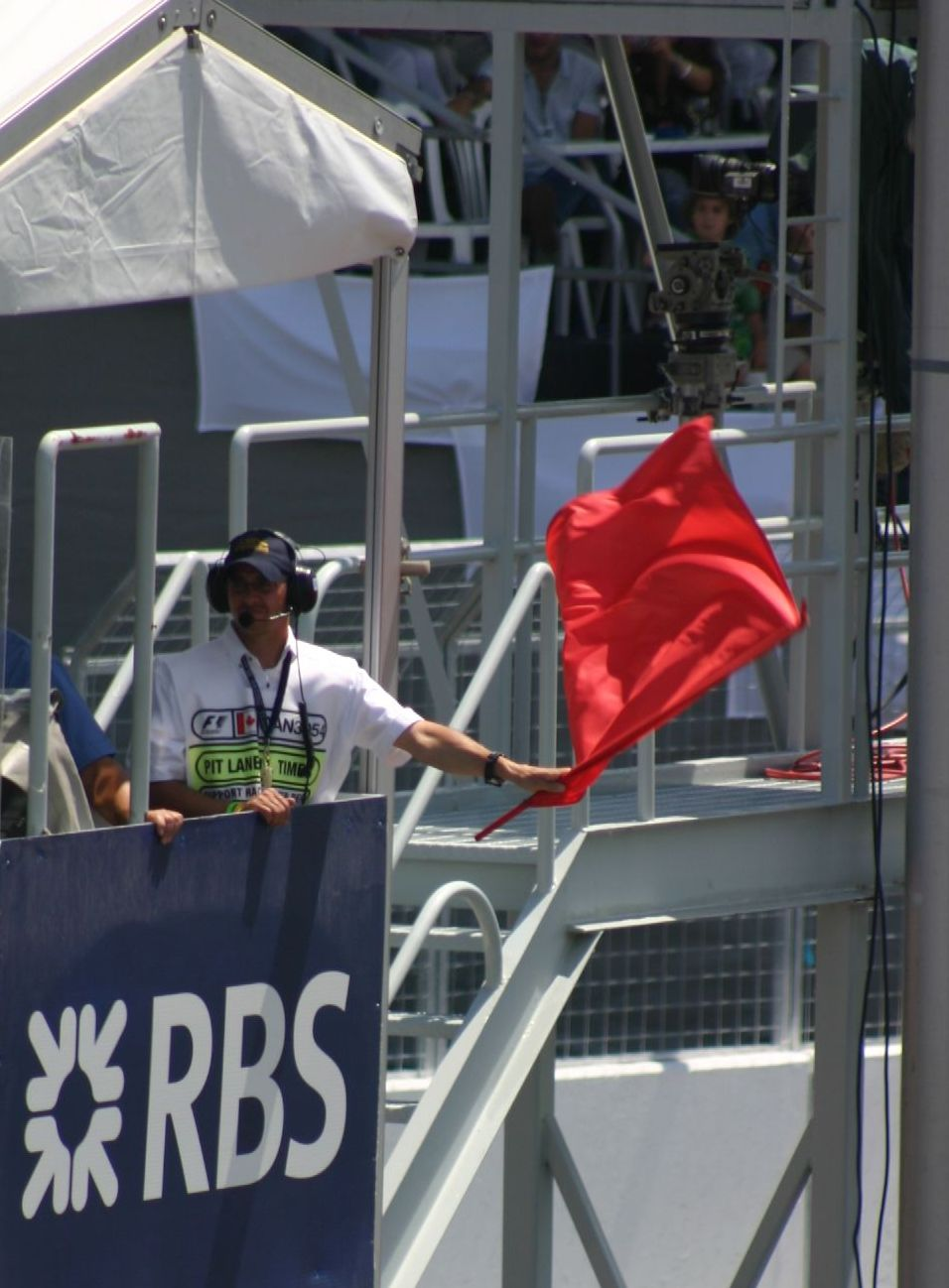
Vinkande rödflagg. Racet/kvalet är stoppat.

- Visas vid startlinjen och av funktionärer runt banan och betyder att kvalet är avbrutet. Alla bilar måste köra tillbaka till depån på det varv de är på. Klockan pausas. (kval)
- Visas vid startlinjen och av funktionärer runt banan och betyder att loppet är avbrutet. Samtliga bilar ställer upp på startgriden i väntan på omstart. Om racet befann sig i sitt slutskede och således inte kommer återupptas, räknas ställningen två varv tillbaka som resultat. Om mindre än 75 procent av varven körts delas endast halva poäng ut. Rödflagg används främst vid större krascher eller när enorma mängder vatten samlats på banan. (race)

### Gul flagga med röda ränder
- Vinkas som varning för halka, vanligtvis i samband med olje- eller vattenspill på banan.

### Svart flagga (svartflagg)
- Visas tillsammans med en nummerskylt för en förare som blivit diskvalificerad. Föraren måste återvända till depån inom tre varv.

### Svart flagga med en orange prick (teknisk flagg)
- Visas tillsammans med en nummerskylt för en förare när ett fel upptäckts på bilen och föraren beordras då köra in i depån. Felet kan exempelvis vara att karossdelar släpar efter bilen eller olje-/vattenläckage.

### Svartvit flagga, diagonalt avdelad (varningsflagg)
- Visas tillsammans med en nummerskylt för en förare när denne uppträtt osportsligt på banan. Ingen bestraffning delas ut, men om föraren bryter mot reglerna ytterligare en gång kan denna bestraffas.

### Svartvit schackrutig flagga (målflagg)
- Vinkas vid start-/mållinjen när loppet eller kvalet är slut. Efter pågående varv måste alla bilar köra in i depån.

### Vit flagga (vitflagg)
- Visas när betydligt långsammare fordon finns på banan.
- Vinkas när betydligt långsammare fordon finns på banan som allvarligt hindrar de tävlande.
- Inom amerikansk racing betyder vitflagg istället sista varvet.